# Спичувате
Спичува́те —  село в Україні, у Корюківській міській громаді Корюківського району Чернігівської області. Населення становило на 2001 рік 2 особи.  До 2016 орган місцевого самоврядування — Наумівська сільська рада.

## Географія
Село розташоване за 32 км від районного центру і залізничної станції Корюківка та за 23 км від селищної ради.  Висота над рівнем моря — 151 м. 

## Історія
Виникло в середині 19 сторіччя.
Як стверджують старожили, назва села походить від великої сосни, яка росла на місці поселення, з якої точилося багато смоли-живиці. Цій сосні дали назву «Спичевата», тобто придатна для «спичек».
Під час війни в серпні 1941 року на околицях села точилися дуже жорстокі бої. Північніше сільського цвинтаря збереглися поховання полеглих воїнів. Пам'ятника на цей час немає, але могили добре вгадуються.
Зараз в селі ніхто не проживає.
12 червня 2020 року, відповідно до розпорядження Кабінету Міністрів України № 730-р «Про визначення адміністративних центрів та затвердження територій територіальних громад Чернігівської області», увійшло до складу Корюківської міської громади.
19 липня 2020 року, в результаті адміністративно-територіальної реформи та ліквідації колишнього Корюківського району, село увійшло до складу новоутвореного Корюківського району.

## Демографія
За переписом 2001 року в селі проживало 2 особи. Але з часом село знелюдніло.